# Fira
Fira — семейство свободных шрифтов, включающее гарнитуры: Fira Sans и Fira Mono, разработанные Эриком Шпикерманном и другими из Carrois Type Design.

## Fira Sans
Fira Sans (изначально названный Feura Sans) — гуманистический гротеск, разработанный для Firefox OS и выпущенный в 2013 году изначально под Apache License, а затем под Open Font License. Шрифт основан на гарнитуре FF Meta, разработанной Шпикерманном в конце 80-х, которая используется как брендовая гарнитура Mozilla Foundation.
В выпуске 2013 года присутствовали четыре градации насыщенности: светлый (light), обычный (regular), средний (medium) и жирный (bold) и соответствующие им курсивы. В мае 2014 года число градаций доведено до шестнадцати.В 2015 году Mozilla добавила сжатый стиль. Семейство имеет большой набор символов, включая текстовые цифры и малые прописные буквы.
Fira Sans — официальный шрифт правительств Новой Зеландии и Исландии.

## Fira Mono
Вместе с гарнитурой Fira Sans был выпущен её моноширинный вариант, названный Fira Mono, доступный в обычном и жирном начертании.

## FiraGo
В марте 2018 года выпущено многоязычное расширение FiraGo (стилизованное под FiraGO). Гарнитура включает следующие языки: арабский, деванагари, грузинский, иврит и тайские буквы помимо латинского, греческого и кириллицы. Он был заказан Here Technologies. FiraGo выпущен как отдельный продукт и станет основным в группе: все будущие обновления Fira Sans будут основаны на FiraGo.
С 2018 года все семьи Фира выпускаются словолитней bBox Type, которую возглавляют Ральф дю Карруа и Аня Майнерс.

## Fira Math
В 2019 году Stone Zeng выпустила шрифт Fira Math — шрифт без засечек с поддержкой Unicode math.